# گمشده (فیلم ۲۰۱۲)
گمشده (انگلیسی: Gone) فیلمی آمریکایی در سبک معمایی و مهیج است که در سال ۲۰۱۲ منتشر شد.

## داستان
دختری به نام «جیل پاریش» یک سال پیش توسط قاتل سریالی ربوده شده بود ولی بعد مدتی موفق شد فرار کند. اکنون که یک سال از ربوده شدن «جیل» می‌گذرد خواهر او «مالی» یک شب ناپدید می‌شود و «جیل» فکر می‌کند که کار آن قاتل سریالی است و برای اثبات این موضوع دست به کارهای خطرناکی می‌زند.

## بازیگران
- آماندا سایفرد
- دانیل سانجاتا
- جنیفر کارپنتر
- وس بنتلی
- سباستین استن
- نیک سیرسی
- ژول دیوید مور
- کاترین منیگ
- میکیل پاری
- هانتر پریش
- امیلی ویکریشام